# (99262) Bleustein
(99262) Bleustein ist ein Asteroid, welcher am 20. Juli 2001 durch den Rechnertechniker und Freizeit-Weltraumforscher Jean-Claude Merlin entdeckt wurde. Der Asteroid trug zuerst die Bezeichnung „2001 OQ12“. Benannt wurde er nach Marcel Bleustein-Blanchet.